# Hibiscus goldsworthii
Hibiscus goldsworthii är en malvaväxtart som beskrevs av Ferdinand von Mueller. Hibiscus goldsworthii ingår i Hibiskussläktet som ingår i familjen malvaväxter. Inga underarter finns listade i Catalogue of Life.